# 레비 (가수)
레비(2001년 3월 6일 ~ )는 중국의 가수다. 2023년 EP 앨범 [A.I. BAE]로 데뷔했다.

## 방송
- 보이즈 플래닛 (2023) - 19위

## 음반
- A.I. BAE (2023)

## 수상
- 웨이보 뮤직 어워드 올해 신예가수상 (2023)